# Gotoea similis
Gotoea similis är en nässeldjursart som beskrevs av Paul Torben Lassenius Kramp 1959. Gotoea similis ingår i släktet Gotoea och familjen Corymorphidae. Inga underarter finns listade i Catalogue of Life.